# Placówka Straży Granicznej I linii „Pawłów” (komisariat SG „Nowa Wieś”)
Placówka Straży Granicznej I linii „Pawłów” – jednostka organizacyjna Straży Granicznej pełniąca służbę ochronną na granicy polsko-niemieckiej w okresie międzywojennym.

## Geneza
Na wniosek Ministerstwa Skarbu, uchwałą z 10 marca 1920 roku, powołano do życia Straż Celną. Od połowy 1921 jednostki Straży Celnej rozpoczęły przejmowanie odcinków granicy od pododdziałów Batalionów Celnych. Proces tworzenia Straży Celnej trwał do końca 1922 roku. Placówka Straży Celnej „Pawłów” weszła w podporządkowanie komisariatu Straży Celnej „Bielszowice” z Inspektoratu SC „Rybnik”.

## Formowanie i zmiany organizacyjne
Rozporządzeniem Prezydenta Rzeczypospolitej Polskiej Ignacego Mościckiego z 22 marca 1928, do ochrony północnej, zachodniej i południowej granicy państwa, a w szczególności do ich ochrony celnej, powoływano z dniem 2 kwietnia 1928  Straż Graniczną.
Rozkazem nr 4 z 30 kwietnia 1928 w sprawie organizacji Śląskiego Inspektoratu Okręgowego dowódca Straży Granicznej gen. bryg. Stefan Pasławski określił strukturę organizacyjną komisariatu SG „Paniówki”. Placówka Straży Granicznej I linii „Pawłów” znalazła się w jego strukturze. Rozkaz nr 10 z 5 listopada 1929 w sprawie reorganizacji Śląskiego Inspektoratu Okręgowego komendanta Straży Granicznej płk. Jana Jura-Gorzechowskiego nie wymienia nazwy komisariatu SG „Paniówki”. Wymienia komisariat Straży Granicznej „Bielszowice”. Placówka SG I linii „Pawłów” weszła w jego skład.

## Służba graniczna
Sąsiednie placówki:
- placówka Straży Granicznej I linii „Karol Emanuel” ⇔ placówka Straży Granicznej I linii „Kończyce” − 1928[6]